# 2019冠狀病毒病哥倫比亞疫情
2019冠狀病毒病哥倫比亞疫情介紹在严重急性呼吸系统综合征冠状病毒2（SARS-CoV-2）引起的2019冠状病毒病疫情（COVID-19）中，在哥倫比亞發生的情況。
2020年3月6日，该病毒被证实已传入哥伦比亚。从3月17日起，哥伦比亚拒绝非哥伦比亚公民、非永久居民或非外交官入境。
截至2021年4月，該國自2020年3月爆發以來已經歷了三波大流行。感染和死亡首先於2020年8月達到頂峰，在聖誕節假期後於2021年1月再次達到頂峰，並於2021年4月創下新高。 國立衛生研究院（INS）院長瑪莎·奧斯皮納（Martha Ospina）介紹了2021年4月這一波浪潮的原因。 人們放鬆了自己的生物安全習慣，並開始重新聚集。 許多人，尤其是在波哥大市和麦德林市的人，從未受到感染，因此更容易受到感染； 新的SARS-CoV-2變異種，包括B.1.111（哥倫比亞第二種最常見的類型，是更具傳染性的類型））以及最近發現的巴西（P.1）和英國（B.1.1.7）變異構成了額外的風險。 
2021年1月26日，哥倫比亞国防部长卡洛斯·特鲁希略因感染COVID-19病毒去世。